# Antiziganismo

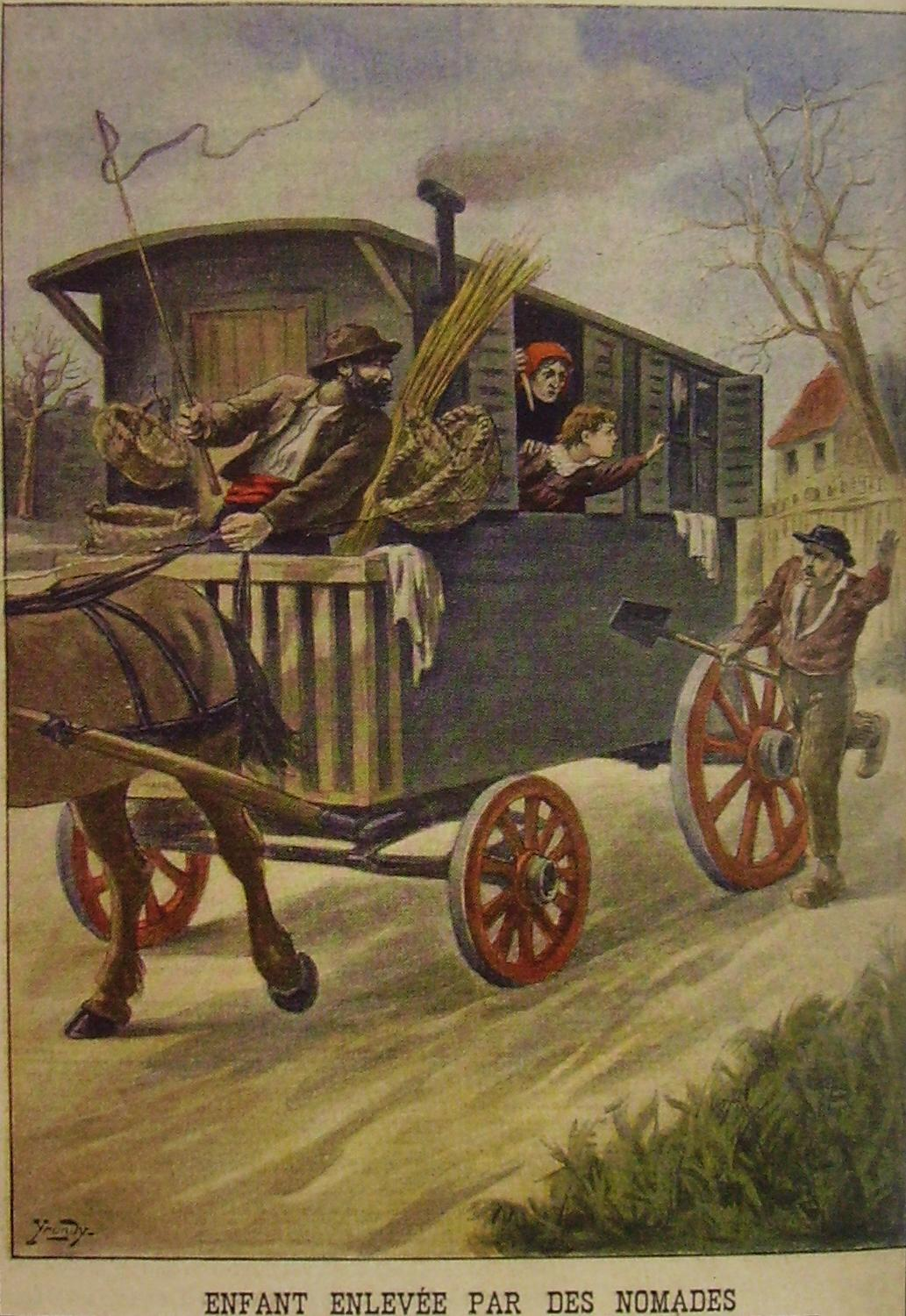
Locandina raffigurante un bambino rapito dagli zingari, tipico pregiudizio dell'antiziganismo

L'antiziganismo indica il pregiudizio e l'odio generalizzato verso i popoli rom, sinti e altri gruppi, anche chiamati, per lo più con connotazione negativa, zingari, gitani o zigani.
Fin dal loro arrivo in Europa gli “zingari” sono stati definiti “stranieri pericolosi” e sono stati accusati di spionaggio, stregoneria, di essere creature diaboliche e spaventose, così come di rifiutare di lavorare per la loro “predisposizione al furto”. Pregiudizi e stereotipi di tipo razzista si verificano frequentemente in Europa, in conseguenza di credenze popolari persistenti, spesso avallate dai mezzi di comunicazione di massa, che contribuiscono ad aggravare la discriminazione nei confronti dei Rom e sinti.
Nel 2005 e nel 2006 il razzismo nei confronti delle popolazioni gitane è diventato oggetto di attenzione a livello europeo, con l'adozione di una risoluzione del Parlamento europeo, il primo testo ufficiale che parla di antiziganismo (Anti-Gypsyism/Romaphobia in lingua inglese, antitsiganisme/romaphobie/tsiganophobie in lingua francese). Le conferenze internazionali OSCE/EU/CoE di Varsavia (ottobre 2005) e Bucarest (maggio 2006), hanno confermato il termine «anti-Gypsyism» a livello internazionale. Dal 2008 l'Unione europea ha inaugurato una Strategia europea per i rom.

## Storia dell'antiziganismo

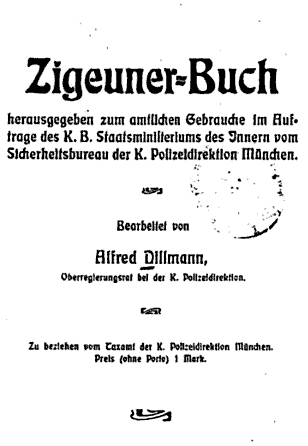
Lo Zigeuner-Buch, 1905

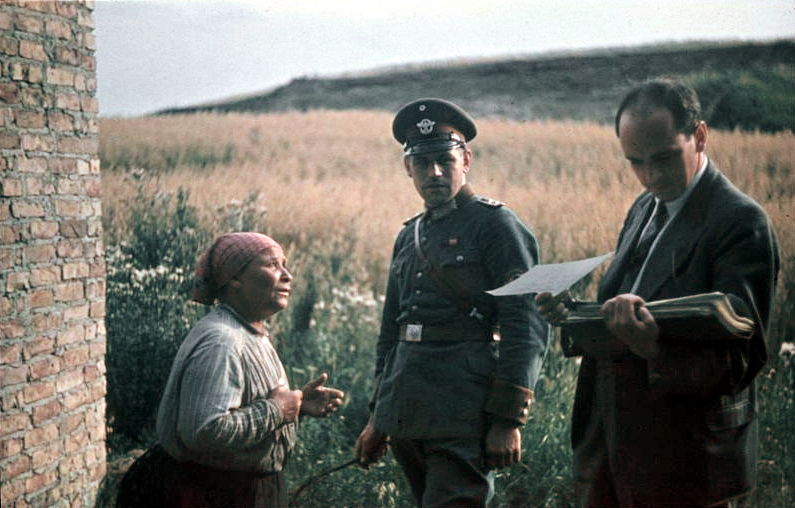
Il Dott. Robert Ritter identifica una rom con un poliziotto. Donazione dell'Archivio Federale Tedesco (Deutsches Bundesarchiv)

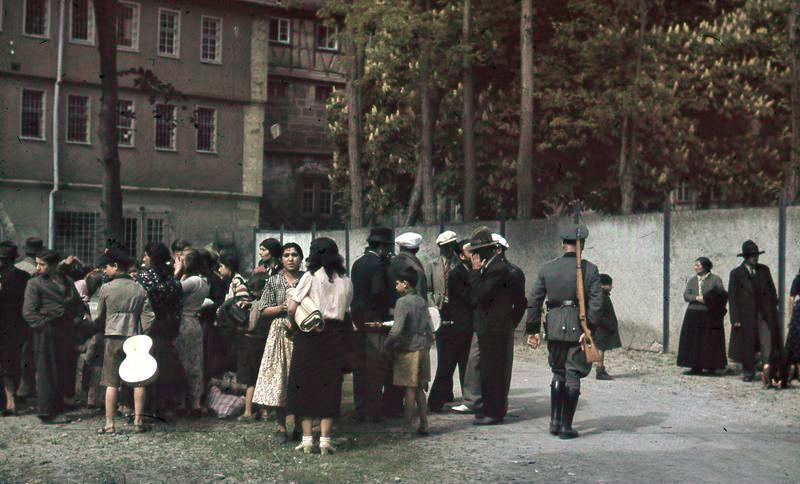
Deportazione di rom effettuata dai nazisti nel 1940

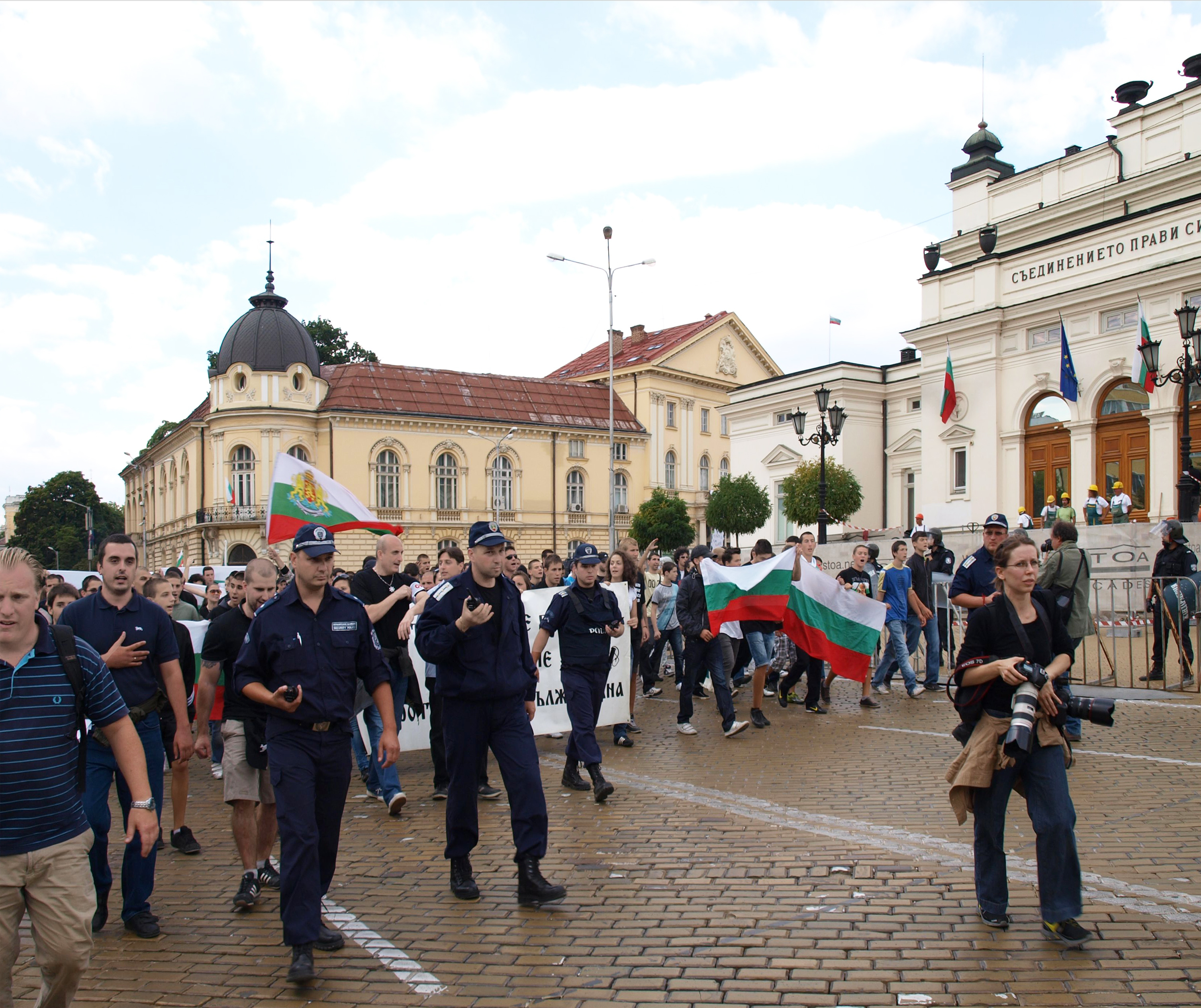
Manifestazione antizigana a Sofia, Bulgaria

La storia dei popoli romaní è una storia di oppressione che va dalla riduzione in schiavitù, espulsione e deportazione, fino agli internamenti e il genocidio sistematico, perpetrato dal regime nazista, alla persistente discriminazione quotidiana e persecuzione razzista odierna.
Lungo la storia che li accompagna fino ad oggi si è protratta nel tempo la diffidenza nata al loro primo apparire nel Medioevo europeo: il nomadismo come maledizione di Dio; la pratica di mestieri quali forgiatori di metalli, considerati nella superstizione popolare riconducibili alla magia; le arti divinatorie identificabili come aspetto stregonesco, ecc.
Di qui la tendenza delle società moderne a liberarsi di tale presenza anche a costo dell'eliminazione fisica. Tutti i paesi europei adottarono bandi di espulsione nei loro confronti, fino alla programmazione del genocidio dei rom, insieme a quello degli ebrei, durante il nazismo in Germania (porrajmos), in cui trovarono la morte circa 500.000 persone romanì. Nella stessa Auschwitz esisteva un ghetto riservato agli "zingari": erano le baracche chiamate "Zigeuner Lager".
In Germania, e nel resto dell'Europa, la popolazione romaní fu vista con diffidenza sin dal medioevo. I popoli romaní, essendo popoli nomadi, si mostravano diversi dalle altre popolazioni per usi e costumi. Furono accusati di stregoneria, e durante il Sacro Romano Impero di essere spie al servizio dei turchi. Con la Riforma protestante fu severamente vietato l'accattonaggio, una delle attività principali dei popoli romaní, che giudicati come mendicanti, per di più stranieri, non erano accolti dalle parrocchie. Alcuni di questi reati erano talvolta puniti con la pena di morte.
Nel XVII secolo, in seguito alla Guerra dei Trent'anni, i paesi dilaniati dal conflitto, e soprattutto la Germania, furono travolti da un'ondata di brigantaggio che vide come protagonisti numerosi gruppi di persone appartenenti a popoli romaní spinti dalla fame. Così i principi tedeschi emanarono una serie di leggi contro di loro per fermarne le scorribande. Durante il 1700 vennero promulgate molte norme contro il vagabondaggio, il nomadismo, e in generale verso le attività romaní da parte di figure quali Augusto I di Sassonia e Adolfo Federico IV di Meclemburgo-Strelitz.
Con l'Illuminismo la situazione migliorò sensibilmente e molte di queste leggi furono attenuate. Si trasformarono in forme di controllo e monitoraggio, mirate all'identificazione degli individui presenti nei vari Paesi. Durante la Repubblica di Weimar le persone appartenenti a popoli romaní iniziarono a essere controllate da speciali corpi di polizia che garantivano l'ordine pubblico, imponendo documenti di identificazione e permessi per sostare in luoghi predisposti rispettando il numero di persone e carovane che erano consentite. Tutte le persone appartenenti a popoli romaní presenti sul territorio tedesco vennero schedate ed iscritte nel cosiddetto Zigeuner-Buch già dal 1905
.
In Italia l'epurazione del territorio dalle persone appartenenti a popoli romaní venne trattata già prima dello scoppio della guerra in una circolare dell'8 agosto del 1926, dove si ordinava di respingere qualsiasi carovana priva di documenti e di segnalare quelle che non rispettavano i limiti di tempo e di itinerario fissati dalle autorità.
Nel dopoguerra in Svizzera il programma eugenetico Kinder der Landstrasse, appoggiato e finanziato dalle autorità, sottrasse dai 600 ai 2000 bambini Jenisch alle loro famiglie. La sterilizzazione forzata delle donne romanì era inoltre pratica corrente in Cecoslovacchia e altri paesi del blocco ex sovietico.
L'anti-ziganismo è proseguito anche negli anni 2000, in particolare in Slovacchia, Ungheria, Slovenia, Romania e Kosovo.
In Bulgaria, il professor Ognian Saparev ha scritto articoli che affermano che "gli zingari" sono culturalmente inclini a frodi e utilizzano il loro status minoritario per "ricattare" la maggioranza. L'Unione europea ha condannato la Repubblica ceca e la Slovacchia nel 2007 per la separazione forzata dei bambini romani dalle scuole regolari.
In tutta l'Europa «si è costruito lo stereotipo dello zingaro criminale incallito e irrecuperabile, negando l'identità a quel popolo e disconoscendo l'esistenza di una lingua e di una cultura Rom e di una loro struttura sociale. Non vi è stato scambio culturale con le popolazioni europee ospitanti, come viceversa accade quando due popoli, con culture differenti, vengono a contatto. Verso i rom, la risposta delle popolazioni ospitanti è stata di tipo normativo, quasi sempre repressivo, allo scopo di evitarne la presenza sul territorio nazionale o di normalizzarla, attraverso l'assimilazione».
Si stima che nel mondo ci siano tra i 12 e i 15 milioni di rom. Tuttavia il numero ufficiale di rom è incerto in molti paesi.

## Antiziganismo in Europa

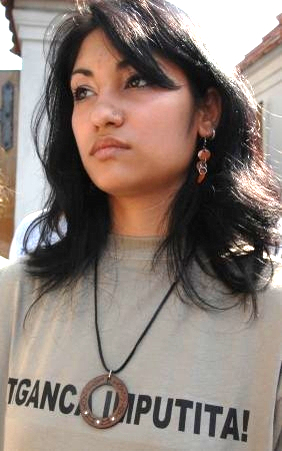
Una donna rom dimostra a Bucarest contro l'insulto rivolto dal presidente Traian Băsescu a un giornalista nel maggio 2007, "sporca zingara".

Nel 1977 una risoluzione dell'ONU (Sottocommissione per la lotta contro le misure discriminatorie e la protezione delle minoranze) definiva gli “zingari” come la minoranza trattata peggio in Europa; mentre il Consiglio d'Europa ha più volte espresso allarmata attenzione al caso dei rom e dei sinti, con un susseguirsi di osservazioni critiche ai paesi membri dal 1969, fino ad oggi.
Secondo uno studio del 2002 delle Nazioni Unite, i cittadini rom in Europa sono arrestati per furto e rapina molto più spesso che i non-rom. Amnesty International e i gruppi per i diritti umani come l'Unione Romanì ne accusano il razzismo diffuso e istituzionalizzato. Nel luglio 2008, il magazine Business Week ha caratterizzato l'antiziganismo come una "perdita di opportunità economica" per l'Europa.
Nel 2009 il panel anti-razzismo dell'ONU ha affermato che "gli zingari soffrono di un razzismo diffuso nell'Unione europea". L'UE ha lanciato un programma intitolato Decennio di inclusione dei rom (2005-2015) per combattere questo e altri problemi.
Una rapporto di Amnesty International del 2011 afferma che "una discriminazione sistematica ha luogo nei confronti di fino a 10 milioni di rom in tutta l'Europa. L'organizzazione ha documentato il fallimento dei governi in tutto il continente nell'adempiere ai loro obblighi".
Il commissario per i diritti umani del Consiglio d'Europa, Thomas Hammarberg, è stato un forte critico dell'antiziganismo. Nell'agosto del 2008, Hammarberg ha osservato che "la retorica di oggi contro i rom è molto simile a quella usata dai nazisti e dai fascisti prima che le uccisioni di massa avessero avuto inizio negli anni trenta e quaranta. Ancora una volta, si afferma che i rom rappresentano una minaccia per la sicurezza e la sanità pubblica, non si fa distinzione fra alcuni criminali e la stragrande maggioranza della popolazione rom, il che è vergognoso e pericoloso".
Secondo l'ultima indagine di Human Rights First, i rom soffrono continuamente assalti nelle vie cittadine e in altri luoghi pubblici in Europa. In una serie di gravi casi di violenza, gli aggressori hanno anche attaccato famiglie intere nelle loro case o intere comunità in insediamenti prevalentemente romanì. I diffusi schemi di violenza sono talvolta diretti a causare danni immediati ai rom, senza distinzione tra adulti, anziani e bambini piccoli e sradicare fisicamente la presenza dei rom in città di diversi paesi europei.
Nel 2012 una rivista belga ha osservato:
Per la Giornata Internazionale dei Rom, l'8 aprile, la maggior parte dei 12 milioni di rom europei che vivono in condizioni deplorevoli non avrà molto da celebrare. E la povertà non è l'unica preoccupazione per la comunità. Le tensioni etniche sono in aumento. Nel 2008 i campi rom sono stati attaccati in Italia, l'intimidazione da parlamentari razzisti è la norma in Ungheria. Parlando nel 1993, Václav Havel ha osservato profeticamente che "il trattamento dei rom è un test chiave per la democrazia": e la democrazia ha fallito. Le conseguenze della transizione al capitalismo sono state disastrose per i rom. Sotto il comunismo avevano posti di lavoro, alloggio gratuito e scolarizzazione. Ora molti sono disoccupati, molti perdono le loro case e il razzismo viene sempre più ricompensato con l'impunità.

## Antiziganismo in Italia
Il sentimento anti-rom e sinti esiste in Italia e assume la forma di ostilità, pregiudizio, discriminazione o razzismo rivolti alle persone Rom e sinte. Non ci sono dati affidabili per il numero totale di rom e sinti che vivono in Italia, ma le stime indicano tra 140 000 e 170 000 persone.
Molti organismi di tutela dei diritti umani, nonché studiosi ed esponenti del mondo della cultura, hanno denunciato che nei media italiani l'immagine sociale degli “zingari” viene costruita quasi esclusivamente nel racconto di fatti di cronaca, quasi sempre “nera”, piuttosto che nell'ambito di una discussione sulla tutela di una minoranza etnica riconosciuta dall'ONU, con la rappresentazione dello “straniero lontano da noi”, dello “straccione” e del “parassita”. 
Le istituzioni che si occupano dei Rom e sinti si trovano spesso ad affrontare il problema di una opinione pubblica ostile, orientata a considerare solo i “dati antisociali” e le “statistiche criminali” con la conseguenza di individuare nella condizione dei Rom e dei sinti un fenomeno di devianza sociale.
Il modello “segregazionista” che ne consegue, che contempla disuguaglianze a livello della sfera pubblica, prosegue l'assenza di una politica di “reale integrazione”.

### Il dibattito sul presunto nomadismo
I rom e i sinti in Italia spesso vengono chiamati nomadi, benché la maggior parte di loro voglia radicarsi in un territorio, in conseguenza del venire meno, nell'economia contemporanea, del “prestigio sociale” delle attività professionali (giostrai, venditori di cavalli, arrotini, circensi, etc.) connesse alla loro secolare storia nomadica. La definizione, che contiene una “promessa della temporaneità e della estraneità della comunità dai residenti” costituisce un nesso inscindibile con la discriminazione che subiscono gli "zingari". La Commissione Europea contro il Razzismo e l'Intolleranza (ECRI), nei suoi “rapporti sull'Italia”, ha invitato diverse volte ad abbandonare, nelle “politiche a riguardo di rom e sinti”, il “falso presupposto che i membri di tali gruppi siano nomadi”, in base ai quali viene attuata “una politica di segregazione dal resto della società”, con l'installazione di "campi nomadi", concepiti in base al principio della presenza temporanea dei Rom e dei sinti, in molti casi senza accesso ai servizi più basilari, favorendo la deresponsabilizzazione delle amministrazioni locali dal dover fornire servizi scolastici e sociali finalizzati all'integrazione.
Una analoga obiezione è stata mossa all'Italia anche dalle Nazioni Unite, da Doudou Diène, nel suo rapporto sull'Italia.
La politica segregazionista, è stato osservato, contraddice le stesse intenzioni degli attuatori, che spesso mettono l'accento sulle politiche di pubblica sicurezza e di controllo sociale degli "zingari". L'isolamento e la scarsa visibilità dei campi favorisce “l'occultamento e la dissimulazione degli elementi pericolosi”, aggravando la situazione sia dal punto di vista della incolumità di chi vive nei campi, sia peggiorando il giudizio negativo su chi vive nei campi.

### Retorica e politiche securitarie e repressive

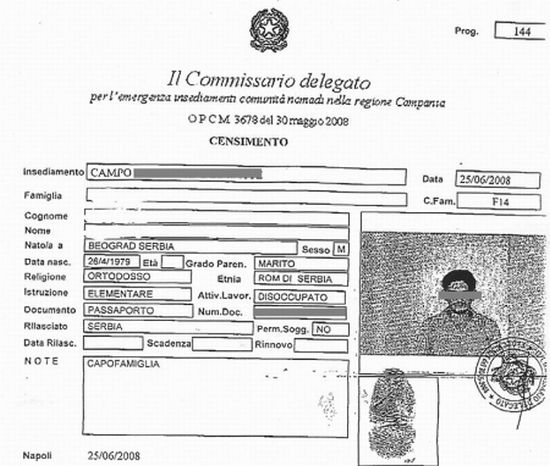
Schedatura dei rom in Italia nel 2008

In Italia, molti leader politici nazionali e locali hanno fatto uso di retorica antizigana nel corso del 2007 e del 2008, affermando che lo straordinario aumento della criminalità in quel periodo era principalmente dovuto all'immigrazione incontrollata di persone di origine romanì dalla Romania e Bulgaria, da poco entrate nell'UE. I politici nazionali e locali hanno dichiarato di voler espellere i rom dagli insediamenti intorno a grandi città e deportare gli immigrati irregolari. I sindaci di Roma e di Milano hanno firmato "Patti di sicurezza" nel maggio 2007 che secondo Amnesty International "prevedevano lo sfratto forzato di fino a 10.000 persone romanì".
Nell'ottobre 2007, il sentimento anti-immigrazione è esploso con particolare violenza verso i rom in generale a seguito del brutale stupro e assassinio a Roma di una donna di 47 anni, Giovanna Reggiani, per mano di un immigrato romeno 24 anni di origini rom. Il governo Prodi II rispose dichiarando la popolazione rom come un pericolo per la sicurezza nazionale in quanto responsabili della crescita dei crimini nelle aree urbane (c.d. "emergenza nomadi"). Le forze dell'ordine italiane operarono quindi rastrellamenti di immigrati rumeni di origine rom, con espulsioni sommarie di circa 200 persone in violazione del diritto europeo. Secondo il sindaco di Roma Walter Veltroni (PD) i rom romeni avrebbero costituito il 75% di coloro che hanno violentato, rubato e ucciso nei primi sette mesi dell'anno 2007.
Nel maggio 2008 una ragazza rom romena di 16 anni fu arrestata con l'accusa di aver tentato di rapire un bambino di sei mesi lasciato solo. A seguito del fatto e al riecheggiare di sentimenti xenofobi riguardanti le presunte storie delle persone appartenenti a popoli romaní "ladre di bambini" (storicamente prive di fondamento in Italia),, vari gruppi (forse con l'implicazione di alcun clan camorristici) attaccarono le comunità rom di Ponticelli (Napoli), dando fuoco alle loro abitazioni e costringendo centinaia di persone romanì alla fuga. Il campo di Ponticelli fu messo alle fiamme ogni mese tra maggio e luglio 2008.
La situazione crescente di sentimento antirom portò l'Unione europea a istituire una commissione per accertare le condizioni dei rom romeni in Italia, arrivando alla conclusione:
Nel luglio 2008, un alto tribunale in Italia ribaltò la condanna degli imputati che avevano pubblicamente richiesto l'espulsione dei rom da Verona nel 2001, sostenendo che "è accettabile discriminare i rom sulla base del fatto che essi sono ladri". Tra gli assolti vi era Flavio Tosi, sindaco di Verona della Lega Nord.
Nello stesso periodo, il governo Berlusconi IV aveva annunciato una campagna repressiva contro i rom, e il ministro degli interni, Roberto Maroni, aveva dichiarato che a tutti i rom in Italia, inclusi i bambini, sarebbero state rilevate le impronte digitali. Tali misure furono denunciate dall'opposizione in quanto "assomigliano sempre più a quelle di un regime autoritario". In risposta al piano delle impronte digitali, tre esperti delle Nazioni Unite hanno testimoniato che "essendo rivolta esclusivamente alla minoranza rom, questa proposta può essere classificata senza ambiguità come discriminatoria".  Anche il Parlamento europeo denunciò il piano come "un chiaro atto di discriminazione razziale" e chiese al governo italiano di non procedere.
La morte nel 2008 di Cristina e Violetta Djordjevic, due bambine rom annegate nell'indifferenza degli altri bagnanti, ha portato di nuovo l'attenzione sul rapporto tra gli italiani e i rom.

### Rapporti internazionali
Il Commissario Europeo per i Diritti Umani del Consiglio d'Europa Álvaro Gil-Robles, in un rapporto del 2006, denunciò le condizioni dei campi rom in Italia.
L'Organizzazione internazionale del lavoro, l'agenzia per il lavoro delle Nazioni Unite, nel suo rapporto sull'applicazione delle "Convenzioni e Raccomandazioni internazionali" del 6 marzo del 2009 condannò l'Italia per il "clima di intolleranza esistente, creato dai leader politici" italiani, che avrebbero adottato una "retorica aggressiva e discriminatoria nell'associare i rom alla criminalità, creando così un sentimento di ostilità e antagonismo nell'opinione pubblica". Il rapporto chiedeva al governo italiano di agire per ridurre il clima di intolleranza, violenza e discriminazione delle comunità rom, e di assicurare loro, sia legalmente sia socialmente, i diritti umani fondamentali, facendo in modo che gli atteggiamenti discriminatori siano meglio identificati e condannati.

### Opinione pubblica
Secondo un sondaggio del maggio 2008, il 68% degli italiani avrebbe voluto vedere l'espulsione di tutti i circa 150 000 "zingari" del paese, molti dei quali cittadini italiani.
Un sondaggio di Pew Research del 2016 ha rilevato che gli italiani, in particolare, hanno un forte pregiudizio anti-zigano, con l'82% degli italiani che esprimono opinioni negative sui rom. In Grecia il 67%, in Inghilterra 64%, in Francia 61%, in Spagna 49%, in Polonia 47%, nel Regno Unito 45%, in Svezia 42%, in Germania 40% e nei Paesi Bassi 37% ha una visione negativa dei rom.

### Mancanza di tutela e promozione della lingua romaní
Nonostante la presenza storica plurisecolare, la lingua romaní non rientra nella legislazione italiana a tutela delle minoranze linguistiche, istituita dalla legge n.482 del 1999, dalla quale la lingua romaní risultava esclusa adducendo a motivo il nomadismo della comunità linguistica stessa. Vari progetti di legge sono rimasti finora non adottati. L'iter per il riconoscimento del romanì come minoranza linguistica è stato avviato nel 2016 dall'Università di Teramo.